# 1909 코파 델 레이 결승전
1909 코파 델 레이 결승전(스페인어: La Final de la Copa del Rey de 1909)은 스페인 축구 컵대회인 코파 델 레이의 7번째 결승전이다. 이 경기는 1909년 4월 8일, 마드리드의 오도넬에서 열렸다. 이 경기는 에스파뇰 마드리드를 3-1로 제압한 클루브 시클리스타가 승리했다.
클루브 시클리스타는 레알 소시에다드의 전신이 되는 구단이다. 우승 후인 1909년 9월 7일에 클루브 시클리스타의 소속 선수들이 산 세바스티안에 바스코니아의 명칭으로 새 구단을 창단하였고, 나중에 레알 소시에다드로 개칭하였다. 코파 델 레이 1909를 우승하면서 얻은 이 대회 트로피는 현재 레알 소시에다드의 박물관에 보관중이다.

## 경기 상세 정보
| 클루브 시클리스타                                  | 3–1   | 에스파뇰 마드리드 |
| -------------------------------------------------- | ----- | ----------------- |
| 매기니스 30′ (페널티) · 시몬스 47′ · 미겔 세나 2T′ | [ 2 ] | 호세 히랄트 2T′   |

| 클루브 시클리스타:    |
|                       |
| 페드로 베아           |
| 알폰소 세나           |
| 마누엘 아로세나       |
| 도밍고 아리야가       |
| 보니파시오 에체베리아 |
| 호세 로드리게스       |
| 미겔 세나             |
| 마리아노 라코르트     |
| 시몬스                |
| 매기니스              |
| 비리벤                |

| 에스파뇰 마드리드: |
|                    |
| 파블로 레멜        |
| 카루아나           |
| 멘데스             |
| 마누엘 야르사      |
| 킨델란             |
| 에레디아           |
| 아르만도 히랄트    |
| 호세 히랄트        |
| 산체스 네이라      |
| 모랄레스           |
| 로드리게스         |